# Zambrów (gmina wiejska)
Zambrów (1909-1954 gmina Długobórz) – największa w Polsce pod względem liczby sołectw gmina wiejska w województwie podlaskim, w powiecie zambrowskim. W latach 1975–1998 gmina położona była w województwie łomżyńskim.
Siedziba gminy to Zambrów.
30 czerwca 2004 gminę zamieszkiwało 9001 osób.
Za Królestwa Polskiego gmina Zambrów należała do powiatu łomżyńskiego w guberni łomżyńskiej. 19 maja?/31 maja 1870 do gminy przyłączono pozbawiony praw miejskich Zambrów (od 1919 znów samodzielne miasto). Następnie gmina przemianowana na gminę Długobórz (do 1954). Gmina Zambrów została powołana ponownie w 1973 roku.

## Historia
Gminę zbiorową Zambrów utworzono 13 stycznia 1867 w związku z reformą administracyjną Królestwa Polskiego. Gmina weszła w skład nowego powiatu łomżyńskiego w guberni łomżyńskiej.
31 maja 1870 do gminy przyłączono pozbawiony praw miejskich Zambrów.
W 1909 roku z gminy Zambrów wydzielono sam Zambrów jako oddzielną gminę wiejską, po czym - w celu uniknięcia pomyłki, pozostały obszar gminy przemianowano na gmina Długobórz, mimo zachowania siedziby w Zambrowie.
Po przejściu pod zwierzchnictwo polskie w 1919, gmina figuruje dalej pod nazwą gmina Długobórz, obok Zambrowa, któremu przywrócono prawa miejskie, najpierw przez Niemców w 1915 roku, następnie potwierdzeniem przez władze polskie 7 lutego 1919.
1 kwietnia 1939 roku Zambrów i gminę Długobórz oraz Zambrów wraz z całym powiatem łomżyńskim przyłączono do woj. warszawskiego.
Przez krótki okres po wojnie obie jednostki zachowały przynależność administracyjną, lecz już z dniem 18 sierpnia 1945 roku zostały wraz z powiatem łomżyńskim wyłączone z woj. warszawskiego i przyłączone z powrotem do woj. białostockiego. Według stanu z 1 lipca 1952 roku gmina Długobórz była podzielona na 46 gromad.
Gminę Długobórz zniesiono 29 września 1954 roku wraz z reformą wprowadzającą gromady w miejsce gmin. 13 listopada 1954 roku gromada Długobórz II weszła w skład nowo utworzonego powiatu zambrowskiego.
Jednostkę przywrócono ponownie pod nazwą gmina Zambrów 1 stycznia 1973 roku po reaktywowaniu gmin, w powiecie zambrowskim.

## Dwory szlacheckie gminy Zambrów
Na terenie gminy Zambrów znajdują się 3 zabytkowe murowane dwory szlacheckie:
- neorenesansowy z elementami neogotyku dwór Woyczyńskich[22] w Porytem-Jabłoni położony na zachodnim brzegu Jabłonki ze stawami rybnymi obecnie wykorzystywanymi przez gospodarstwo rybackie[23] i z gorzelnią,
- dworek Łosie w Łosiach-Dołęgach, do którego prowadzi lipowa aleja, położony na skraju rykaczewskiego lasu na rozleglej łące[24]. W wyremontowanym dworze prowadzony jest pensjonat[25][26],
- dwór Godlewskich i Wyszyńskich w Wądołkach-Borowych na pagórku niewielkim z kuchnią dworską i pozostałością parku dworskiego[27].

## Struktura powierzchni
Według danych z roku 2002 gmina Zambrów ma obszar 298,98 km², w tym:
- użytki rolne: 50%
- użytki leśne: 15%

Gmina stanowi 40,78% powierzchni powiatu.

## Demografia

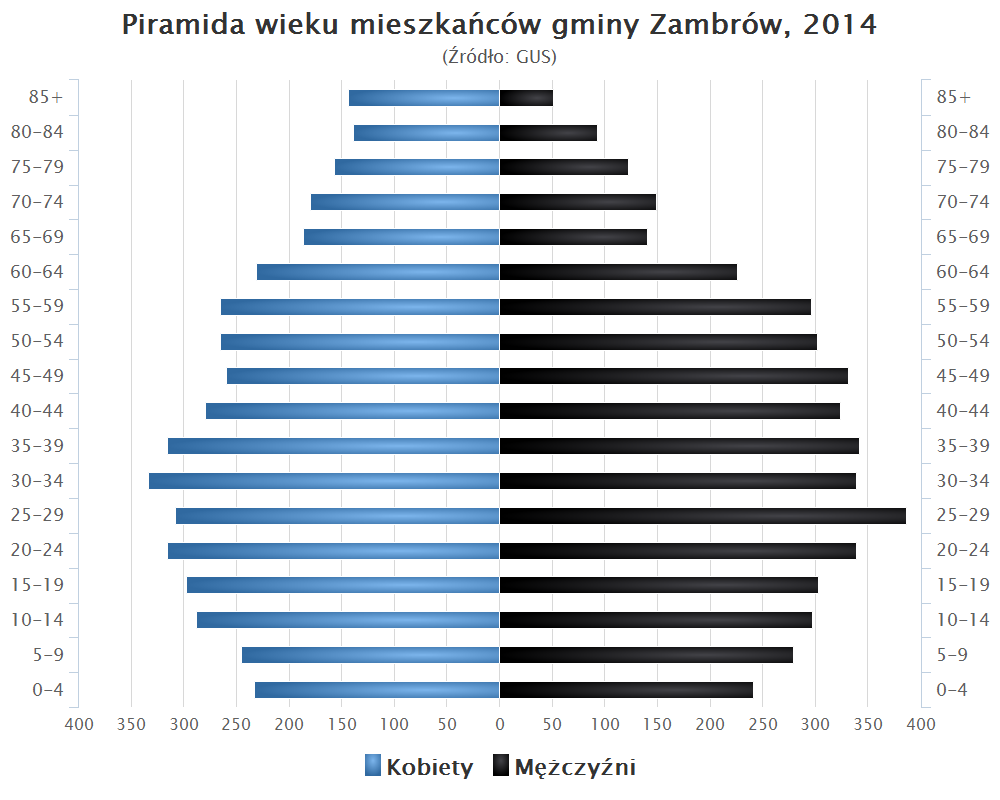
Piramida wieku mieszkańców gminy Zambrów w 2014 roku

Dane z 30 czerwca 2004:
| Opis                              | Ogółem | Ogółem | Kobiety | Kobiety | Mężczyźni | Mężczyźni |
| --------------------------------- | ------ | ------ | ------- | ------- | --------- | --------- |
| jednostka                         | osób   | %      | osób    | %       | osób      | %         |
| populacja                         | 8730   | 100    | 4264    | 48,8    | 4466      | 51,2      |
| gęstość zaludnienia (mieszk./km²) | 29,2   | 29,2   | 14,3    | 14,3    | 14,9      | 14,9      |

## Sołectwa
Bacze Mokre, Brajczewo-Sierzputy, Chmiele-Pogorzele, Chorzele, Cieciorki, Czartosy, Czerwony Bór, Dąbki-Łętownica, Długobórz, Gardlin, Goski Duże, Goski-Pełki, Grabówka, Grochy-Łętownica, Grochy-Pogorzele, Grzymały, Klimasze, Konopki-Jabłoń, Konopki-Jałbrzyków Stok, Koziki-Jałbrzyków Stok, Krajewo Białe, Krajewo Borowe, Krajewo-Ćwikły, Krajewo-Korytki, Krajewo-Łętowo, Łady-Borowe, Łady Polne, Łosie-Dołęgi, Nagórki-Jabłoń, Nowe Wierzbowo, Nowe Zakrzewo, Nowy Borek, Nowy Laskowiec (Nowy Laskowiec i Nowy Laskowiec-Kolonia), Nowy Skarżyn, Osowiec, Pęsy-Lipno, Poryte-Jabłoń, Przeździecko-Drogoszewo, Przeździecko-Mroczki, Pstrągi-Gniewoty, Rykacze, Sasiny, Sędziwuje, Stare Krajewo, Stare Wądołki, Stare Zakrzewo, Stary Laskowiec, Stary Skarżyn, Szeligi-Kolonia, Szeligi-Leśnica, Śledzie, Tabędz, Tarnowo-Goski, Wądołki-Borowe, Wądołki-Bućki, Wdziękoń Drugi, Wdziękoń Pierwszy, Wierzbowo-Wieś, Wiśniewo, Wola Zambrowska, Wola Zambrzycka, Zagroby-Łętownica, Zagroby-Zakrzewo, Zaręby-Grzymały, Zaręby-Kramki, Zaręby-Kromki, Zaręby-Krztęki, Zaręby-Świeżki, Zbrzeźnica.
Miejscowości bez statusu sołectwa: Boruty-Goski, Grabówka (osada leśna), Polki-Teklin.

## Sąsiednie gminy
Andrzejewo, Czyżew, Łomża, Kołaki Kościelne, Rutki, Szumowo, Śniadowo, Wysokie Mazowieckie, Zambrów